# Jeffery-Поплавко
Панцирник Jeffery-Поплавко був збудований на шасі американської вантажівки Jeffery Quad 4017 компанії Thomas B. Jeffery Company для російської армії в час Першої світової війни за проектом командира 26-го кулеметно-автомобільного взводу, штабс-капітана Віктора Поплавко. На базі вантажівки Jeffery Quad 4017 також було збудовано американський панцирник Jeffery.

## Історія
Для потреб російської армії восени 1914 серед іншої техніки закупили повноприводні вантажівки Jeffery JQ 4017 з індивідуальними гальмами на кожне колесо. У листопаді 1915 їх передали до 26 Автомобільного Кулеметного Взводу, командир якого Віктор Поплавко захистив одну з них панцирними листами і використовував для підвозу боєприпасів, палива. Пізніше він встановив на неї лебідку, пристрій для подолання загороджень з колючого дроту. На її основі штабс-капітан запропонував створити панцерник з 10 пластунами, які під прикриттям кулеметів машини повинні були десантуватись у ворожі окопи, звільняючи шлях для піхоти.
З наказу Генерального штабу весною 1916 панцирну вантажівку випробували і 8 серпня 1916 замовили Іжорському заводу виготовити 30 панцерників Jeffery (Джеффері)-Поплавко, в яких не було повноцінного відділення для десанту, не було відділено моторний відсік від бойового. У рубці знаходились люки для двох кулеметів "Максим", а у задньому коробі для боєприпасів, палива могли втиснутись пару піхотинців. У січні 1917 вийшло замовлення на 90 панцирників, яке не виконали через революцію.
Ще 10 серпня 1916 було створено Панцерний Автомобільний дивізіон Особливого Призначення (рос. БАДОН) з двох відділень, що ділились на три ланки по три панцирника Jeffery-Поплавко і панцирника командира - Поплавко. Загалом в нього входило 30 панцирників, 4 вантажівки, 4 лекові автомашини, 4 автоцистерни, 9 мотоциклів, автомайстерня. Їх вирішили використати при весняному наступі 1917 року. Замовлені 90 панцирників призначались для 3 нових дивізіонів.
Червневий наступ 1917 відбили німці і перейшли у контрнаступ. Панцирники Jeffery-Поплавко прикривали відступ на Тернопіль та використовувались при евакуації як вантажівки. 7-8 липня було підбито п'ять панцирників. До п'яти машин захопили німці, використовуючи їх до 1919 року. За результатами боїв у жовтні 1917 вирішили панцирники не використовувати для прориву ліній оборони і застосовувати одночасно не менше двох машин.
Наприкінці 1917 року панцирники перейшли до війська Української Народної Республіки (В.Поплавко був членом Української Центральної Ради), згодом до РСЧА, де на березень 1920 налічувалось 8 пошкоджених панцирників і лише один боєздатний. На шасі вантажівки Jeffery Quad 4017 пробували встановити корпус панцерника Sheffield-Simplex.
До трьох панцирників перебувало в бронедивізіоні Добровольчої армії, один захопив влітку 1918 Чехословацький корпус. В ході Російсько-польської війни влітку 1919 два панцирника захопили поляки, використовуючи їх до березня 1921 та розібравши після 1922 у Кракові.